# Уолтон (округ, Джорджия)
Уо́лтон (англ. Walton County) — округ штата Джорджия, США. Население округа на 2000 год составляло 60 687 человек. Административный центр округа — город Монро.

## История
Округ Уолтон основан в 1818 году.

## География
Округ занимает площадь 852.1 км2.

## Демография
Согласно Бюро переписи населения США, в округе Уолтон в 2000 году проживало 60 687 человек. Плотность населения составляла 71.2 человек на квадратный километр.